# Ar'Jany Martha
Ar'Jany Martha (Rotterdam, 4 september 2003) is een Nederlands voetballer van Curaçaose afkomst die als doorgaans aanvaller speelt. Medio 2024 verruilde hij AFC Ajax voor Beerschot Voetbalclub Antwerpen.

## Clubcarrière

### Ajax
Ar'Jany Martha speelde in de jeugd van Spartaan'20 en Sparta Rotterdam. Sinds 2019 speelt hij in de jeugd van AFC Ajax, waar hij een contract tot medio 2022 tekende. Hij debuteerde in het betaald voetbal voor Jong Ajax op 30 augustus 2020, in de met 0-4 verloren thuiswedstrijd tegen Roda JC Kerkrade. Hij begon in de basis en werd in de 82e minuut vervangen door Tunahan Taşçı. Tijdens het seizoen 2021/22 zat Martha tweemaal op de bank bij het eerste elftal van Ajax. 
Seizoen 2023/24 was een bewogen seizoen voor Martha. Waar hij vóór dit seizoen meestal rechtsbuiten was, speelde hij nu veelal op de positie van linksback. Hij startte het seizoen als speler van Jong Ajax, maar werd begin november naar het eerste elftal gehaald. Op 2 november 2023 debuteerde hij voor het eerste elftal, als basisspeler in de thuiswedstrijd tegen FC Volendam. Daarna kreeg hij vaker een basisplaats, ten koste van dure aankopen zoals Borna Sosa. Hij kwam in totaal tot twaalf wedstrijden in de hoofdmacht van Ajax. 
Martha werd op 26 februari 2024 in de thuiswedstrijd tegen Telstar de eerste speler sinds de toetreding van Jong Ajax tot de Eerste divisie die honderd wedstrijden in het profvoetbal voor Jong Ajax speelde.
Voorafgaand aan seizoen 2024/25 werd Martha door Ajax verkocht aan Beerschot.

## Statistieken

### Beloften
| Seizoen         | Club            | Competitie      | Competitie | Competitie | Beker | Beker | Internationaal | Internationaal | Totaal | Totaal |
| Seizoen         | Club            | Competitie      | Wed.       | Dlp.       | Wed.  | Dlp.  | Wed.           | Dlp.           | Wed.   | Dlp.   |
| --------------- | --------------- | --------------- | ---------- | ---------- | ----- | ----- | -------------- | -------------- | ------ | ------ |
| 2020/21         | Jong Ajax       | Eerste divisie  | 29         | 3          | 0     | 0     | —              | —              | 29     | 3      |
| 2021/22         | Jong Ajax       | Eerste divisie  | 28         | 3          | 0     | 0     | —              | —              | 28     | 3      |
| 2022/23         | Jong Ajax       | Eerste divisie  | 31         | 3          | 0     | 0     | —              | —              | 31     | 3      |
| 2023/24         | Jong Ajax       | Eerste divisie  | 9          | 0          | 0     | 0     | —              | —              | 9      | 0      |
| Club totaal     | Club totaal     | Club totaal     | 97         | 9          | 0     | 0     | 0              | 0              | 97     | 9      |
| Carrière totaal | Carrière totaal | Carrière totaal | 97         | 9          | 0     | 0     | 0              | 0              | 97     | 9      |

Bijgewerkt op 1 december 2023.

### Senioren
| Seizoen         | Club            | Competitie      | Competitie | Competitie | Beker | Beker | Internationaal | Internationaal | Totaal | Totaal |
| Seizoen         | Club            | Competitie      | Wed.       | Dlp.       | Wed.  | Dlp.  | Wed.           | Dlp.           | Wed.   | Dlp.   |
| --------------- | --------------- | --------------- | ---------- | ---------- | ----- | ----- | -------------- | -------------- | ------ | ------ |
| 2023/24         | Ajax            | Eredivisie      | 3          | 0          | 0     | 0     | 1              | 0              | 3      | 0      |
| Club totaal     | Club totaal     | Club totaal     | 3          | 0          | 0     | 0     | 1              | 0              | 4      | 0      |
| Carrière totaal | Carrière totaal | Carrière totaal | 1          | 3          | 0     | 0     | 1              | 0              | 4      | 0      |

Bijgewerkt op 1 december 2023.